# André Milhoux
André Milhoux (1928. december 9. –) belga autóversenyző.

## Pályafutása
1956-ban részt vett a Formula–1-es világbajnokság német versenyén. André tizenöt kör megtétele után technikai problémák miatt kiesett.
1956-ban rajthoz állt a Le Mans-i 24 órás viadalon is. A francia Charles de Clareur társaként szerepelt a versenyen. Kettősük mindössze hatvanhét kört teljesített.

## Eredményei

### Teljes Formula–1-es eredménylistája
(Táblázat értelmezése)

(Félkövér: pole-pozícióból indult; dőlt: leggyorsabb kört futott) 

| Év   | Csapat         | Modell          | Motor              | 1   | 2   | 3   | 4   | 5   | 6   | 7      | 8   | Helyezés | Pont |
| ---- | -------------- | --------------- | ------------------ | --- | --- | --- | --- | --- | --- | ------ | --- | -------- | ---- |
| 1956 | Equipe Gordini | Gordini Type 32 | Gordini Straight-8 | ARG | MON | 500 | BEL | FRA | GBR | GER Ki | ITA | -        | 0    |

### Le Mans-i 24 órás autóverseny
| Év   | Csapat              | Autó         | Csapattárs         | Helyezés |
| ---- | ------------------- | ------------ | ------------------ | -------- |
| 1956 | Automobiles Gordini | Gordini T17S | Charles de Clareur | Kiesett  |

## Külső hivatkozások
- Profilja a grandprix.com honlapon (angolul)
- Profilja a statsf1.com honlapon (angolul)